# Barthélemy Jouvent
Barthélémy Jouvent est un homme politique français né le 7 août 1763 à Montpellier (Hérault) et décédé le 7 août 1831 à Toulouse (Haute-Garonne).
Avocat, il devient accusateur public à Montpellier puis substitut du procureur de la commune. Il est élu député de l'Hérault au Conseil des Cinq-Cents le 24 germinal an VII. Rallié au coup d'État du 18 Brumaire, il siège au corps législatif jusqu'en 1805. Il est ensuite professeur à la faculté de droit de Montpellier, et devient doyen en 1829.

## Sources
- « Barthélemy Jouvent », dans Adolphe Robert et Gaston Cougny, Dictionnaire des parlementaires français, Edgar Bourloton, 1889-1891 [détail de l’édition]